# Pittini (Unternehmen)
Pittini ist ein italienischer Stahlhersteller mit Sitz in Osoppo in der Region Friaul-Julisch Venetien.
Pittini betreibt ausschließlich kleine Elektrostahlwerke und hat eine Jahresproduktion von 2 Mio. t Baustahl (Langstahl mit niedrigem Kohlenstoffgehalt). Endprodukte sind Bewehrungsstäbe, Bewehrungsmatten und Gitterträger.

## Geschichte
1950 gründete Andrea Pittini einen Schrotthandel. 1971 wird das erste eigene Stahlwerk in Monfalcone in Betrieb genommen. Danach folgt ein modernes Drahtwalzwerk und 1975 das heutige Stammwerk in Osoppo (Ferriere Nord).
2013 wird die österreichische BSTG übernommen.

## Stahlwerke
- La Veneta Reti, Loreggia, Norditalien
- Ferriere Nord, Osoppo, Norditalien
- Pittarc, Gemona del Friuli, Norditalien
- SIAT, Gemona del Friuli, Norditalien
- Siderpotenza, Potenza, Süditalien
- Kovinar, Jesenice, Slowenien
- BSTG, Graz & Linz, Österreich